# David Denave
David Denave (Saint-Étienne, 25 ottobre 1985) è un cestista francese.